# 標茶町營軌道
標茶町營軌道是曾经存在于北海道川上郡标茶町的簡易軌道路線。
本軌道於 1955 年通車，是北海道最後通車的簡易軌道。一開始使用货车替代客车載客，後來在1958 年開始使用採用巴士車窗的動力客車。 1961年，跨越釧路川長達184公尺的鐵橋落成。這是當時簡易軌道中最長的鐵橋，也使得路線從開運町延伸至標茶站。但由于运输量未达预期，這段路線于1967年停止營運。在1966年還開通了中御卒別～沼幌之間的支線，4年後道路改善而廢止。因累计赤字达到2200万日元，且政府停止補貼政策，主线于1971年廢止。停駛後由標茶町有巴士負責沿線運輸。

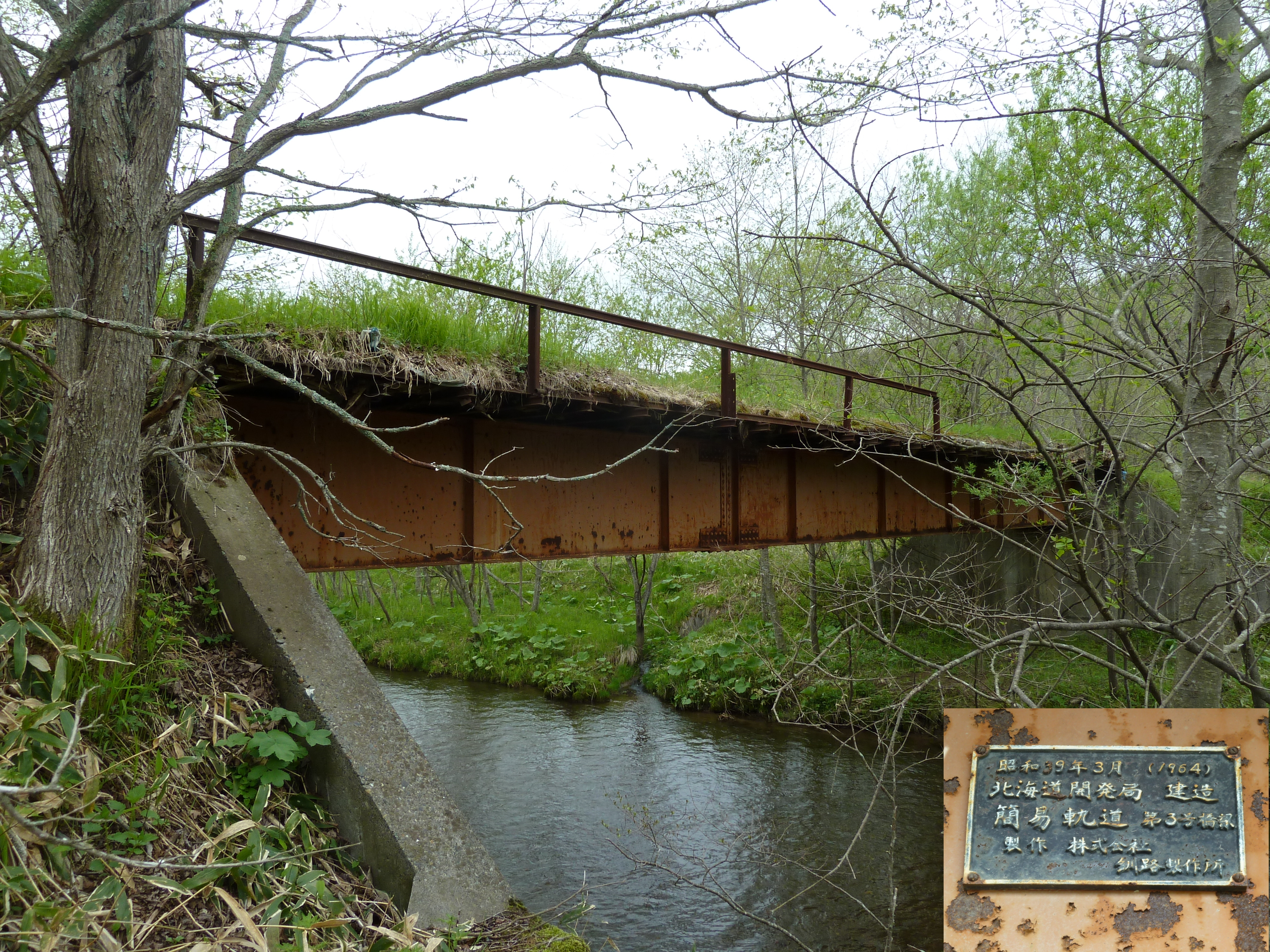
殘存的沼幌支線第3号橋（2012年4月）

## 路线数据
以下是路線长度最长时的資料。
- 路线距离：
  - 本线：标茶～上御卒別， 24.2 公里
  - 沼幌支线：中御卒別～沼幌， 6.5 公里
- 轨距：762 毫米

## 历史
- 1955年5月 ：本线開運町～神社前区间開始營運
  - 原本计划于 1953 年完工，但由于国家预算拖延，施工到神社前时被迫停工。在標茶町的請求下，這段路線得以暂时營運 。也有報導指稱在前一年秋天就有非正式的行駛。[1]。

- 1957 年（昭和 32 年）：神社前～中御卒別间的本线開始營運[1]
- 1959 年1 月：中御卒別至上御卒別之间的本线開始營運[1]
- 1961年11月 ：開運町～标茶站区间的本线開始營運[1]
- 1966年6月：沼幌支线中御卒別～沼幌间開始營運[1]
- 1967年（昭和55年） 1月：本线标茶站～開運町站区间停駛。 [1]
- 1970 年11 月：中御卒別～沼幌支线停駛[1]
- 1971年（昭和46年） 8月17日本线開運町-上御卒別區間停駛。 [1]

## 停站列表
主线
标茶站前～開運町～下御足別～厚生～新道～神社前～中御足別～大曲～上御足別
沼幌支线
中御足別 - 二区 - 三区 - 沼幌

## 运行状况
1968年度每天有四個往返（三趟客运列车和一趟货运列车），例假日开行一趟混合列车。1969年度停駛貨運列車。1971年只在上班日的上下午開行两趟往返。開運町与上御足別间車行時間約 60 分钟。 

## 车辆
- 6 辆机车、2輛客車、3 辆動力客车、8 辆货车

## 脚注和参考文献
- 今井理・森川幸一『簡易軌道写真帖』、モデルワーゲン、1997年
- 今尾恵介（監修）.  1 北海道. 新潮社. 2008. ISBN 978-4-10-790019-7.

1. 1 2 3 4 5 6 7 8  今井理・森川幸一『簡易軌道写真帖』、モデルワーゲン、1997年